# Aelurillus v-insignitus morulus
Aelurillus v-insignitus là một phân loài nhện trong họ Salticidae.
Loài này thuộc chi Aelurillus. Aelurillus v-insignitus morulus được Eugène Simon miêu tả năm 1937.

## Hình ảnh

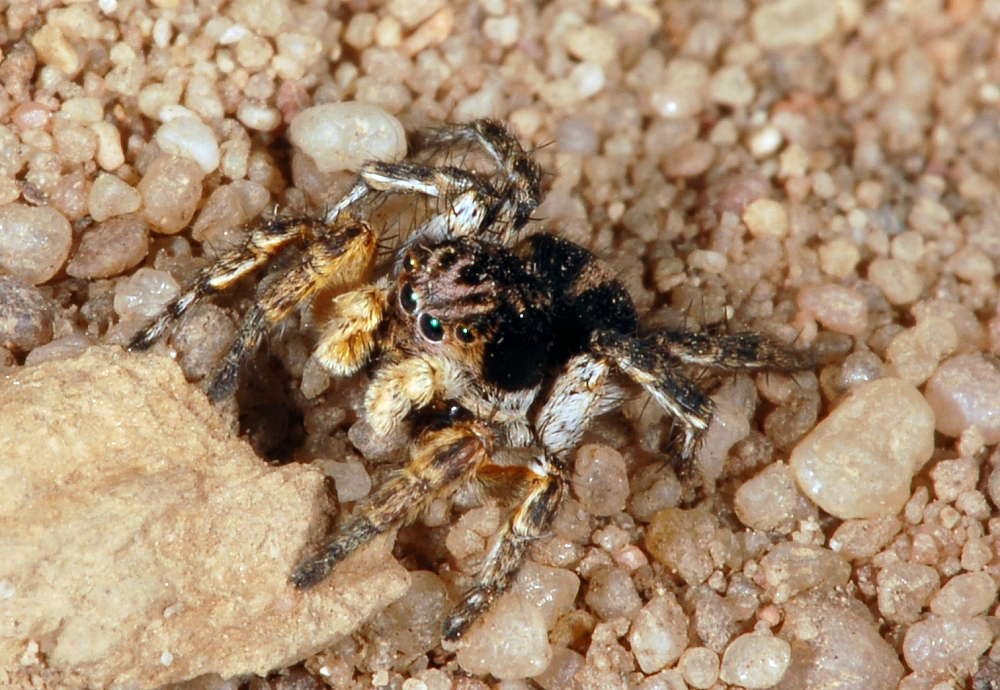
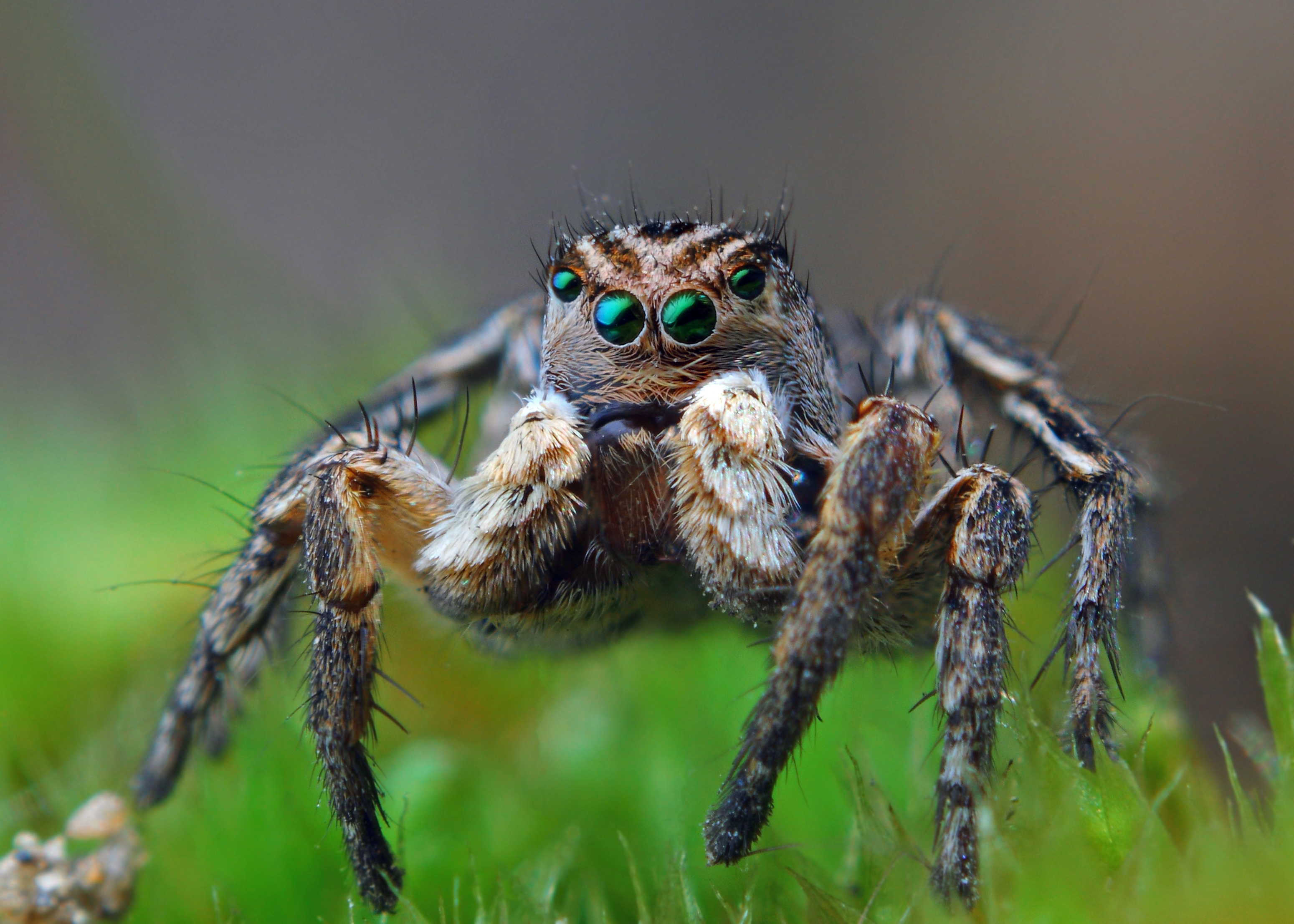
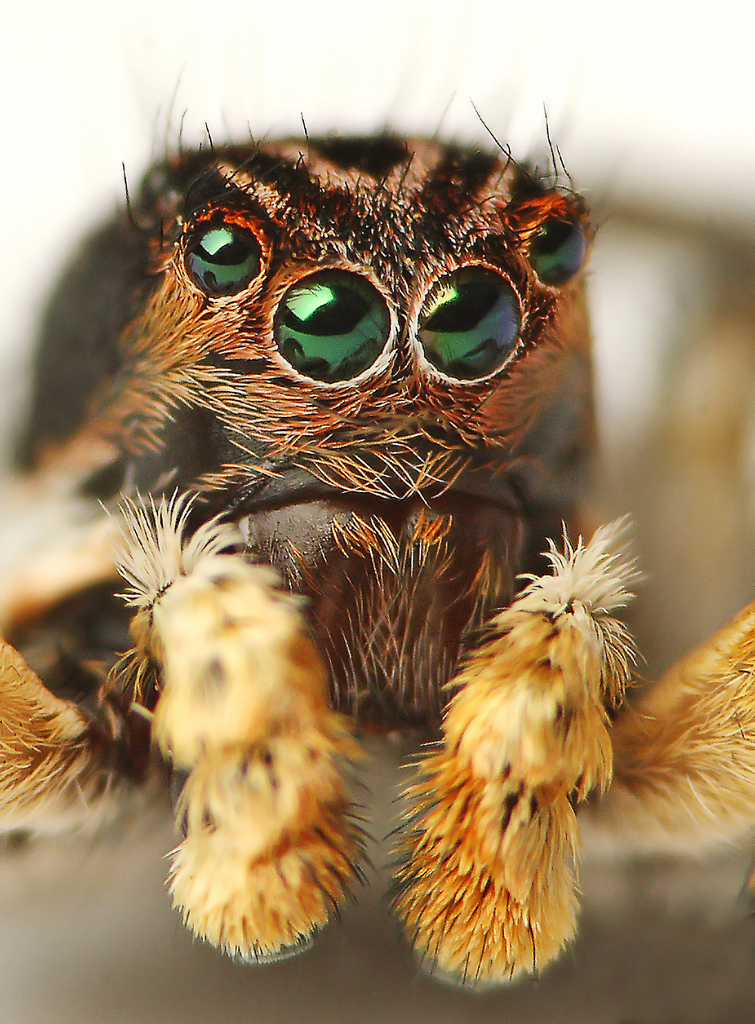
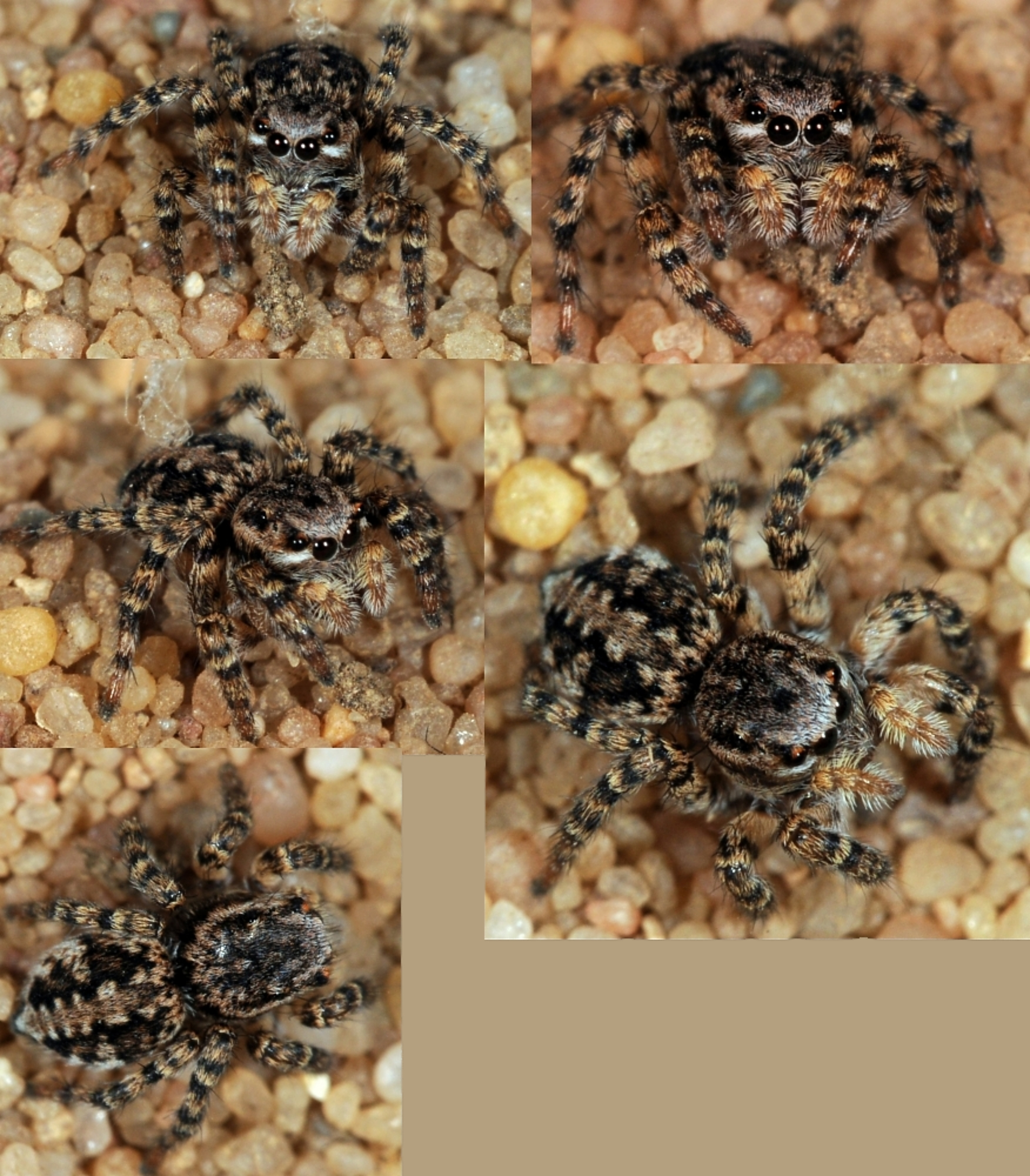